# Royal Football Club Étincelle Bray Maurage
Maillots
Dernière mise à jour : 3 août 2017.
Le Royal Football Club Étincelle Maurage est un club de football belge basé à Maurage dans la commune de La Louvière en province de Hainaut. Le club tire son nom actuel d'une fusion survenue en 1999 entre le Royal Football Club Étincelle Maurage et le Football Club de Bray. Avant cette fusion, l'Étincelle a évolué durant 5 saisons en Promotion. Lors de la saison 2017-2018, il évolue en deuxième provinciale.

## Histoire
Le Football Club Étincelle Maurage est fondé le 15 octobre 1930. Il s'affilie à l'Union Belge peu après, et reçoit le matricule 1682. Le club débute dans les séries régionales hennuyères durant un quart de siècle. Le 10 avril 1957, le club est reconnu « Société Royale », et adapte son nom en Royal Football Club Étincelle Maurage. Un an plus tard, il célèbre sa première montée en Promotion, le quatrième et dernier niveau national.
Pour sa première saison en nationales, le club lutte pour son maintien, qu'il parvient à assurer à quelques matches de la fin du championnat. Il passe ensuite deux saisons plus calmes, ponctuées par une septième place en 1961, qui reste encore à ce jour le meilleur classement historique du club. Mais les choses se compliquent ensuite, et s'il parvient à se maintenir de justesse l'année suivante, il ne peut éviter la relégation en 1963. Après cinq saisons consécutives en Promotion, l'Étincelle est reléguée en première provinciale. Depuis, le club n'a plus jamais rejoué au niveau national.
Durant les décennies qui suivent, le club recule dans la hiérarchie provinciale. Le 1er juillet 1999, il fusionne avec le Football Club de Bray, un petit club du village voisin de Bray, pour former le Royal Football Club Étincelle Bray Maurage. Le club fusionné conserve le matricule 1682 de l'Étincelle. Cette fusion n'apporte pas vraiment d'amélioration sur le plan sportif. Lors de la saison 2013-2014, le club joue en troisième provinciale, le septième niveau du football belge.
En cette saison 2015-2016, le RFCE Maurage termine champion de P3C! Il retrouvera donc le 2e échelon provincial lors de la saison 2016-2017 !

## Résultats dans les divisions nationales
Statistiques mises à jour au 21 juin 2013

### Bilan
| Niv | Divisions     | Jouées | Titres | TM Up | TM Down |
| --- | ------------- | ------ | ------ | ----- | ------- |
| I   | 1re nationale | 0      | 0      |       |         |
| II  | 2e nationale  | 0      | 0      |       |         |
| III | 3e nationale  | 0      | 0      |       |         |
| IV  | 4e nationale  | 5      | 0      |       |         |
| V   | 5e nationale  | 0      | 0      |       |         |
|     |               |        |        |       |         |
|     | TOTAUX        | 5      | 0      | 0     | 0       |

- TM Up : test-match pour départager des égalités, ou toutes formes de Barrages ou de Tour final pour une montée éventuelle.
- TM Down : test-match pour départager des égalités, ou toutes formes de Barrages ou de Tour final pour le maintien.

### Classements saison par saison
| Ordre               | Saison  | Nom du club           | Niveau            | Classement final | Remarques |
| ------------------- | ------- | --------------------- | ----------------- | ---------------- | --------- |
| 1                   | 1958-59 | RFC Étincelle Maurage | Promotion série B | 12e/16           |           |
| 2                   | 1959-60 | RFC Étincelle Maurage | Promotion série A | 9e/16            |           |
| 3                   | 1960-61 | RFC Étincelle Maurage | Promotion série B | 7e/16            |           |
| 4                   | 1961-62 | RFC Étincelle Maurage | Promotion série B | 13e/16           |           |
| 5                   | 1962-63 | RFC Étincelle Maurage | Promotion série D | 15e/16           | Relégué!  |
| séries provinciales |         |                       |                   |                  |           |

### Sources et liens externes
- (nl) « Fiche de l'équipe », sur Belgian Soccer Database (avant la fusion)
- (nl) « Fiche de l'équipe », sur Belgian Soccer Database (après la fusion)
- Blog officiel du club